# Bilan saison par saison des Canadiens de Montréal
Le Club de Hockey Canadien, ou Canadiens de Montréal, existe depuis 1909. Il évolue dans l'Association nationale de hockey (ANH) cette année-là, jusqu'en 1917, année de la création de la Ligue nationale de hockey. Cette page retrace les résultats de l'équipe depuis ses débuts.

## Résultats

### Les débuts dans l’Association nationale de hockey
Cette période dans l'ANH comprend les saisons 1910 à 1916-1917. Les Canadiens remportent leur première Coupe Stanley au printemps 1916. Le hockey a bien évolué depuis. Aux débuts des Canadiens, les matchs se jouent en deux périodes de 30 minutes et chaque équipe compte sept joueurs sur la glace, incluant le gardien.
| Saison           | PJ | V  | D  | N | Pts | BP  | BC  | Pun | Classement | Séries éliminatoires                                                                                |
| ---------------- | -- | -- | -- | - | --- | --- | --- | --- | ---------- | --------------------------------------------------------------------------------------------------- |
| 1910 Détail      | 12 | 2  | 10 | - | 4   | 59  | 100 | 215 | 7e, ANH    | Non qualifiés                                                                                       |
| 1910-1911 Détail | 16 | 8  | 8  | - | 16  | 66  | 62  | 252 | 2e, ANH    | Non qualifiés                                                                                       |
| 1911-1912 Détail | 18 | 8  | 10 | - | 16  | 59  | 66  | -   | 4e, ANH    | Non qualifiés                                                                                       |
| 1912-1913 Détail | 20 | 9  | 11 | - | 18  | 83  | 81  | -   | 4e, ANH    | Non qualifiés                                                                                       |
| 1913-1914 Détail | 20 | 13 | 7  | - | 26  | 85  | 65  | -   | 1er, ANH   | en finale de l'ANH 2-6 Blueshirts de Toronto                                                        |
| 1914-1915 Détail | 20 | 6  | 14 | - | 12  | 83  | 81  | 249 | 6e, ANH    | Non qualifiés                                                                                       |
| 1915-1916 Détail | 24 | 16 | 7  | 1 | 32  | 104 | 76  | 607 | 1er, ANH   | Vainqueur de la Coupe Stanley : 3-2 Rosebuds de Portland                                            |
| 1916-1917 Détail | 20 | 10 | 10 | - | 20  | 90  | 80  | 439 | 2e, ANH    | en finale de l'ANH 7-6 Sénateurs d'Ottawa Finale de la Coupe Stanley : 1-3 Metropolitans de Seattle |

### Les premiers temps dans la Ligue nationale de hockey
Cette période dans la LNH comprend les saisons 1917-1918 à 1941-1942, ère où le nombre d'équipes dans la LNH varie selon la création d'équipes et la disparition d'autres. Au cours de cette période, les Canadiens soulèvent la Coupe Stanley à trois reprises.
| Saison           | PJ | V  | D  | N  | BP  | BC  | Pts | Pun | Classement   | Séries éliminatoires                                                   |
| ---------------- | -- | -- | -- | -- | --- | --- | --- | --- | ------------ | ---------------------------------------------------------------------- |
| 1917-1918 Détail | 22 | 13 | 9  | 0  | 115 | 84  | 26  | 0   | 1e, LNH      | en finale de la LNH 7-10 Arenas                                        |
| 1918-1919 Détail | 18 | 10 | 8  | 0  | 88  | 78  | 20  | 257 | 2e, LNH      | Égalité 2-2 Metropolitans                                              |
| 1919-1920 Détail | 24 | 13 | 11 | 0  | 129 | 113 | 26  | 221 | 2e, LNH      | Non qualifiés                                                          |
| 1920-1921 Détail | 24 | 13 | 11 | 0  | 112 | 99  | 26  | 315 | 3e, LNH      | Non qualifiés                                                          |
| 1921-1922 Détail | 24 | 12 | 11 | 1  | 88  | 94  | 25  | 174 | 3e, LNH      | Non qualifiés                                                          |
| 1922-1923 Détail | 24 | 13 | 9  | 2  | 73  | 61  | 28  | 174 | 2e, LNH      | en finale de la LNH 2-3 Senators                                       |
| 1923-1924 Détail | 24 | 13 | 11 | 0  | 59  | 48  | 26  | 144 | 2e, LNH      | Vainqueur de la Coupe Stanley : 2-0 Maroons 2-0 Tigers                 |
| 1924-1925 Détail | 30 | 17 | 11 | 2  | 93  | 56  | 36  | 371 | 3e, LNH      | 8-16 Cougars                                                           |
| 1925-1926 Détail | 36 | 11 | 24 | 1  | 79  | 108 | 23  | 458 | 7e, LNH      | Non qualifiés                                                          |
| 1926-1927 Détail | 44 | 28 | 14 | 2  | 99  | 67  | 58  | 395 | 2e, Canadian | 2-1 Maroons 1-5 Senators                                               |
| 1927-1928 Détail | 44 | 26 | 11 | 7  | 116 | 48  | 59  | 496 | 1e, Canadian | 2-3 Maroons                                                            |
| 1928-1929 Détail | 44 | 22 | 7  | 15 | 71  | 43  | 59  | 465 | 1e, Canadian | 0-3 Bruins                                                             |
| 1929-1930 Détail | 44 | 21 | 14 | 9  | 142 | 114 | 51  | 600 | 1e, Canadian | 3-2 Black Hawks 2-0 Rangers Vainqueur de la Coupe Stanley : 2-0 Bruins |
| 1930-1931 Détail | 44 | 26 | 10 | 8  | 129 | 89  | 60  | 602 | 1e, Canadian | 3-2 Bruins Vainqueur de la Coupe Stanley : 3-2 Black Hawks             |
| 1931-1932 Détail | 48 | 25 | 16 | 7  | 128 | 111 | 57  | 450 | 1e, Canadian | 1-3 Rangers                                                            |
| 1932-1933 Détail | 48 | 18 | 25 | 5  | 92  | 115 | 41  | 468 | 3e, Canadian | 5-8 Rangers                                                            |
| 1933-1934 Détail | 48 | 22 | 20 | 6  | 99  | 101 | 50  | 308 | 2e, Canadian | 3-4 Black Hawks                                                        |
| 1934-1935 Détail | 48 | 19 | 23 | 6  | 110 | 145 | 44  | 314 | 3e, Canadian | 5-6 Rangers                                                            |
| 1935-1936 Détail | 48 | 11 | 26 | 11 | 82  | 123 | 33  | 317 | 4e, Canadian | Non qualifiés                                                          |
| 1936-1937 Détail | 48 | 24 | 18 | 6  | 115 | 111 | 54  | 298 | 1e, Canadian | 2-3 Red Wings                                                          |
| 1937-1938 Détail | 48 | 18 | 17 | 13 | 123 | 128 | 49  | 340 | 3e, Canadian | 1-2 Black Hawks                                                        |
| 1938-1939 Détail | 48 | 15 | 24 | 9  | 115 | 146 | 39  | 294 | 6e, LNH      | 1-2 Red Wings                                                          |
| 1939-1940 Détail | 48 | 10 | 33 | 5  | 90  | 167 | 25  | 338 | 7e, LNH      | Non qualifiés                                                          |
| 1940-1941 Détail | 48 | 16 | 26 | 6  | 121 | 147 | 38  | 435 | 6e, LNH      | 1-2 Black Hawks                                                        |
| 1941-1942 Détail | 48 | 18 | 27 | 3  | 134 | 173 | 39  | 504 | 6e, LNH      | 1-2 Red Wings                                                          |

### Les six équipes originales

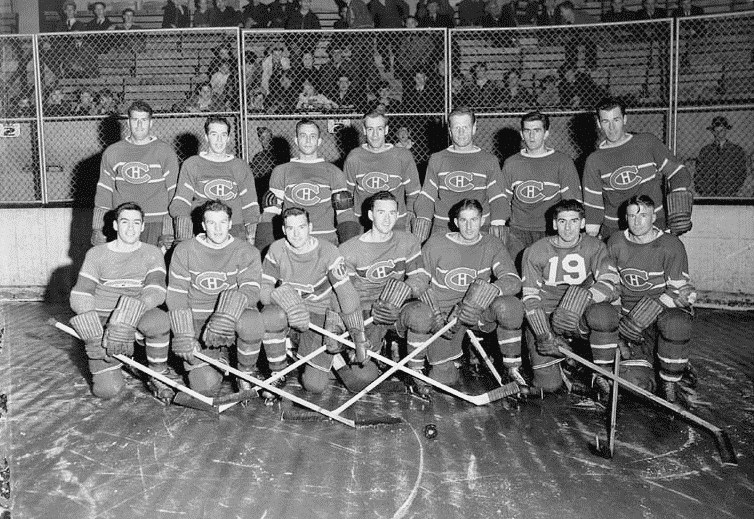
L'équipe en 1942.

Cette période des six équipes originales de la LNH comprend les saisons entre 1942 et 1967. Pendant ce laps de temps, les six mêmes équipes se disputent la Coupe Stanley. Il s'agit des équipes suivantes :
- les Bruins de Boston ;
- les Red Wings de Détroit ;
- les Rangers de New York ;
- les Black Hawks de Chicago ;
- les Maple Leafs de Toronto ;
- et enfin les Canadiens.

Au cours de cette période, les Canadiens sont sacrés champions de la Coupe Stanley à dix reprises.
| Saison           | PJ | V  | D  | N  | BP  | BC  | Pts | Pun  | Classement | Séries éliminatoires                                            |
| ---------------- | -- | -- | -- | -- | --- | --- | --- | ---- | ---------- | --------------------------------------------------------------- |
| 1942-1943 Détail | 50 | 19 | 19 | 12 | 181 | 191 | 50  | 318  | 4e, LNH    | 1-4 Bruins                                                      |
| 1943-1944 Détail | 50 | 38 | 5  | 7  | 234 | 109 | 83  | 557  | 1e, LNH    | 4-1 Maple Leafs Vainqueur de la Coupe Stanley : 4-0 Black Hawks |
| 1944-1945 Détail | 50 | 38 | 8  | 4  | 228 | 121 | 80  | 376  | 1e, LNH    | 2-4 Maple Leafs                                                 |
| 1945-1946 Détail | 50 | 28 | 17 | 5  | 172 | 134 | 61  | 337  | 1e, LNH    | 4-0 Black Hawks Vainqueur de la Coupe Stanley : 4-1 Bruins      |
| 1946-1947 Détail | 60 | 34 | 16 | 10 | 189 | 138 | 78  | 561  | 1e, LNH    | 4-1 Bruins 2-4 Maple Leafs                                      |
| 1947-1948 Détail | 60 | 20 | 29 | 11 | 147 | 169 | 51  | 724  | 5e, LNH    | Non qualifiés                                                   |
| 1948-1949 Détail | 60 | 28 | 23 | 9  | 152 | 126 | 65  | 782  | 3e, LNH    | 3-4 Red Wings                                                   |
| 1949-1950 Détail | 70 | 29 | 22 | 19 | 172 | 150 | 77  | 736  | 2e, LNH    | 3-4 Red Wings                                                   |
| 1950-1951 Détail | 70 | 25 | 30 | 15 | 173 | 184 | 65  | 835  | 3e, LNH    | 4-2 Red Wings 1-4 Maple Leafs                                   |
| 1951-1952 Détail | 70 | 34 | 26 | 10 | 195 | 164 | 78  | 661  | 2e, LNH    | 4-3 Bruins 0-4 Red Wings                                        |
| 1952-1953 Détail | 70 | 28 | 23 | 19 | 155 | 148 | 75  | 777  | 2e, LNH    | 4-3 Black Hawks Vainqueur de la Coupe Stanley : 4-1 Bruins      |
| 1953-1954 Détail | 70 | 35 | 24 | 11 | 195 | 141 | 81  | 1064 | 2e, LNH    | 4-0 Bruins 3-4 Red Wings                                        |
| 1954-1955 Détail | 70 | 41 | 18 | 11 | 228 | 157 | 93  | 890  | 2e, LNH    | 4-1 Bruins 3-4 Red Wings                                        |
| 1955-1956 Détail | 70 | 45 | 15 | 10 | 222 | 131 | 100 | 977  | 1e, LNH    | 4-1 Rangers Vainqueur de la Coupe Stanley : 4-1 Red Wings       |
| 1956-1957 Détail | 70 | 35 | 23 | 12 | 210 | 155 | 82  | 870  | 2e, LNH    | 4-1 Rangers Vainqueur de la Coupe Stanley : 4-1 Bruins          |
| 1957-1958 Détail | 70 | 43 | 17 | 10 | 250 | 158 | 96  | 945  | 1e, LNH    | 4-0 Red Wings Vainqueur de la Coupe Stanley : 4-2 Bruins        |
| 1958-1959 Détail | 70 | 39 | 18 | 13 | 258 | 158 | 91  | 760  | 1e, LNH    | 4-2 Black Hawks Vainqueur de la Coupe Stanley : 4-1 Maple Leafs |
| 1959-1960 Détail | 70 | 40 | 18 | 12 | 255 | 178 | 92  | 756  | 1e, LNH    | 4-0 Black Hawks Vainqueur de la Coupe Stanley : 4-0 Maple Leafs |
| 1960-1961 Détail | 70 | 41 | 19 | 10 | 254 | 188 | 92  | 811  | 1e, LNH    | 2-4 Black Hawks                                                 |
| 1961-1962 Détail | 70 | 42 | 14 | 14 | 259 | 166 | 98  | 818  | 1e, LNH    | 2-4 Black Hawks                                                 |
| 1962-1963 Détail | 70 | 28 | 19 | 23 | 225 | 183 | 79  | 751  | 3e, LNH    | 1-4 Maple Leafs                                                 |
| 1963-1964 Détail | 70 | 36 | 21 | 13 | 209 | 167 | 85  | 982  | 1e, LNH    | 3-4 Maple Leafs                                                 |
| 1964-1965 Détail | 70 | 36 | 23 | 11 | 211 | 185 | 83  | 1033 | 2e, LNH    | 4-2 Maple Leafs Vainqueur de la Coupe Stanley : 4-3 Black Hawks |
| 1965-1966 Détail | 70 | 41 | 21 | 8  | 239 | 173 | 90  | 884  | 1e, LNH    | 4-0 Maple Leafs Vainqueur de la Coupe Stanley : 4-2 Red Wings   |
| 1966-1967 Détail | 70 | 32 | 25 | 13 | 202 | 188 | 77  | 879  | 2e, LNH    | 4-0 Rangers 2-4 Maple Leafs                                     |

### Les temps modernes
Cette période correspond à toutes les années dans la LNH depuis l'expansion de la ligue, en 1967. Depuis cette année, le nombre d'équipes ne cesse d'augmenter pour finalement dépasser les 30 franchises. Depuis cette expansion, les Canadiens gagnent la Coupe Stanley à onze reprises.
| Saison           | PJ             | V              | D              | N              | Pr./Fus.       | BP             | BC             | Pts            | Pun            | Classement              | Séries éliminatoires                                                                                         |
| ---------------- | -------------- | -------------- | -------------- | -------------- | -------------- | -------------- | -------------- | -------------- | -------------- | ----------------------- | --- |
| 1967-1968 Détail | 74             | 42             | 22             | 10             | —              | 236            | 167            | 94             | 700            | 1e division Est         | 4-0 Bruins 4-1 Black Hawks Vainqueur de la Coupe Stanley : 4-0 Blues                                         |
| 1968-1969 Détail | 76             | 46             | 19             | 11             | —              | 271            | 202            | 103            | 780            | 1e division Est         | 4-0 Rangers 4-2 Bruins Vainqueur de la Coupe Stanley : 4-0 Blues                                             |
| 1969-1970 Détail | 76             | 38             | 22             | 16             | —              | 244            | 201            | 92             | 892            | 5e division Est         | Non qualifiés                                                                                                |
| 1970-1971 Détail | 78             | 42             | 23             | 13             | —              | 291            | 216            | 97             | 1 271          | 3e division Est         | 4-3 Bruins 4-2 North Stars Vainqueur de la Coupe Stanley : 4-3 Black Hawks                                   |
| 1971-1972 Détail | 78             | 46             | 16             | 16             | —              | 307            | 205            | 108            | 783            | 3e division Est         | 2-4 Rangers                                                                                                  |
| 1972-1973 Détail | 78             | 52             | 10             | 16             | —              | 329            | 184            | 120            | 783            | 1e division Est         | 4-2 Sabres 4-1 Flyers Vainqueur de la Coupe Stanley : 4-2 Black Hawks                                        |
| 1973-1974 Détail | 78             | 45             | 24             | 9              | —              | 293            | 240            | 99             | 761            | 2e division Est         | 2-4 Rangers                                                                                                  |
| 1974-1975 Détail | 80             | 47             | 14             | 19             | —              | 374            | 225            | 113            | 1 155          | 1e division Norris      | 4-1 Canucks 2-4 Sabres                                                                                       |
| 1975-1976 Détail | 80             | 58             | 11             | 11             | —              | 337            | 174            | 127            | 977            | 1e division Norris      | 4-0 Black Hawks 4-1 Islanders Vainqueur de la Coupe Stanley : 4-0 Flyers                                     |
| 1976-1977 Détail | 80             | 60             | 8              | 12             | —              | 387            | 171            | 132            | 764            | 1e division Norris      | 4-0 Blues 4-2 Islanders Vainqueur de la Coupe Stanley : 4-0 Bruins                                           |
| 1977-1978 Détail | 80             | 59             | 10             | 11             | —              | 359            | 183            | 129            | 745            | 1e division Norris      | 4-1 Red Wings 4-0 Maple Leafs Vainqueur de la Coupe Stanley : 4-2 Bruins                                     |
| 1978-1979 Détail | 80             | 52             | 17             | 11             | —              | 337            | 204            | 115            | 803            | 1e division Norris      | 4-0 Maple Leafs 4-3 Bruins Vainqueur de la Coupe Stanley : 4-1 Rangers                                       |
| 1979-1980 Détail | 80             | 47             | 20             | 13             | —              | 328            | 240            | 107            | 874            | 1e division Norris      | 3-0 Whalers 3-4 North Stars                                                                                  |
| 1980-1981 Détail | 80             | 45             | 22             | 13             | —              | 332            | 232            | 103            | 1 398          | 1e division Norris      | 0-3 Oilers                                                                                                   |
| 1981-1982 Détail | 80             | 46             | 17             | 17             | —              | 360            | 223            | 109            | 1 463          | 1e division Norris      | 2-3 Nordiques                                                                                                |
| 1982-1983 Détail | 80             | 42             | 24             | 14             | —              | 350            | 286            | 98             | 1 116          | 2e division Adams       | 0-3 Sabres                                                                                                   |
| 1983-1984 Détail | 80             | 35             | 40             | 5              | —              | 286            | 295            | 75             | 1 371          | 4e division Adams       | 3-0 Bruins 4-2 Nordiques 2-4 Islanders                                                                       |
| 1984-1985 Détail | 80             | 41             | 27             | 12             | —              | 309            | 262            | 94             | 1 464          | 1e division Adams       | 3-2 Bruins 3-4 Nordiques                                                                                     |
| 1985-1986 Détail | 80             | 40             | 33             | 7              | —              | 330            | 280            | 87             | 1 372          | 2e division Adams       | 3-0 Bruins 4-3 Whalers 4-1 Rangers Vainqueur de la Coupe Stanley : 4-1 Flames                                |
| 1986-1987 Détail | 80             | 41             | 29             | 10             | —              | 277            | 241            | 92             | 1 802          | 2e division Adams       | 4-0 Bruins 4-3 Nordiques 2-4 Flyers                                                                          |
| 1987-1988 Détail | 80             | 45             | 22             | 13             | —              | 298            | 238            | 103            | 1 830          | 1e division Adams       | 4-2 Whalers 1-4 Bruins                                                                                       |
| 1988-1989 Détail | 80             | 53             | 18             | 9              | —              | 315            | 218            | 115            | 1 537          | 1e division Adams       | 4-0 Whalers 4-1 Bruins 4-2 Flyers 2-4 Flames                                                                 |
| 1989-1990 Détail | 80             | 41             | 28             | 11             | —              | 288            | 234            | 93             | 1 590          | 3e division Adams       | 4-2 Sabres 1-4 Bruins                                                                                        |
| 1990-1991 Détail | 80             | 39             | 30             | 11             | —              | 273            | 249            | 89             | 1 425          | 2e division Adams       | 4-2 Sabres 3-4 Bruins                                                                                        |
| 1991-1992 Détail | 80             | 41             | 28             | 11             | —              | 267            | 207            | 93             | 1 556          | 1e division Adams       | 4-3 Whalers 0-4 Bruins                                                                                       |
| 1992-1993 Détail | 84             | 48             | 30             | 6              | —              | 326            | 280            | 102            | 1 788          | 3e division Adams       | 4-2 Nordiques 4-0 Sabres 4-1 Islanders Vainqueur de la Coupe Stanley : 4-1 Kings                             |
| 1993-1994 Détail | 84             | 41             | 29             | 14             | —              | 283            | 248            | 96             | 1 524          | 3e division Nord-Est    | 3-4 Bruins                                                                                                   |
| 1994-1995 Détail | 48             | 18             | 23             | 7              | —              | 125            | 148            | 43             | 840            | 6e division Nord-Est    | Non qualifiés                                                                                                |
| 1995-1996 Détail | 82             | 40             | 32             | 10             | —              | 265            | 248            | 90             | 1 847          | 3e division Nord-Est    | 2-4 Rangers                                                                                                  |
| 1996-1997 Détail | 82             | 31             | 36             | 15             | —              | 249            | 276            | 77             | 1 469          | 4e division Nord-Est    | 1-4 Devils                                                                                                   |
| 1997-1998 Détail | 82             | 37             | 32             | 13             | —              | 235            | 208            | 87             | 1 547          | 4e division Nord-Est    | 4-2 Penguins 0-4 Sabres                                                                                      |
| 1998-1999 Détail | 82             | 32             | 39             | 11             | —              | 184            | 209            | 75             | 1 299          | 5e division Nord-Est    | Non qualifiés                                                                                                |
| 1999-2000 Détail | 82             | 35             | 34             | 9              | 4              | 196            | 194            | 83             | 1 067          | 4e division Nord-Est    | Non qualifiés                                                                                                |
| 2000-2001 Détail | 82             | 28             | 40             | 8              | 6              | 206            | 232            | 70             | 1 020          | 5e division Nord-Est    | Non qualifiés                                                                                                |
| 2001-2002 Détail | 82             | 36             | 31             | 12             | 3              | 207            | 209            | 87             | 974            | 4e division Nord-Est    | 4-2 Bruins 2-4 Hurricanes                                                                                    |
| 2002-2003 Détail | 82             | 30             | 35             | 8              | 9              | 206            | 234            | 77             | 900            | 4e division Nord-Est    | Non qualifiés                                                                                                |
| 2003-2004 Détail | 82             | 41             | 30             | 7              | 4              | 208            | 192            | 93             | 1 039          | 4e division Nord-Est    | 4-3 Bruins 0-4 Lightning                                                                                     |
| 2004-2005        | Saison annulée | Saison annulée | Saison annulée | Saison annulée | Saison annulée | Saison annulée | Saison annulée | Saison annulée | Saison annulée | Saison annulée          | Saison annulée                                                                                               |
| 2005-2006 Détail | 82             | 42             | 31             | —              | 9              | 243            | 247            | 93             | 1 312          | 3e division Nord-Est    | 2-4 Hurricanes                                                                                               |
| 2006-2007 Détail | 82             | 42             | 34             | —              | 6              | 245            | 256            | 90             | 1 312          | 4e division Nord-Est    | Non qualifiés                                                                                                |
| 2007-2008 Détail | 82             | 47             | 25             | —              | 10             | 262            | 222            | 104            | 1 090          | 1er conférence de l'est | 4-3 Bruins 1-4 Flyers                                                                                        |
| 2008-2009 Détail | 82             | 41             | 30             | —              | 11             | 249            | 247            | 93             | 1 229          | 2e division Nord-Est    | 0-4 Bruins                                                                                                   |
| 2009-2010 Détail | 82             | 39             | 33             | —              | 10             | 217            | 223            | 88             | 920            | 4e division Nord-Est    | 4-3 Capitals 4-3 Penguins 1-4 Flyers                                                                         |
| 2010-2011 Détail | 82             | 44             | 30             | -              | 8              | 216            | 209            | 96             | 1097           | 2e division Nord-Est    | 3-4 Bruins                                                                                                   |
| 2011-2012 Détail | 82             | 31             | 35             | —              | 16             | 212            | 226            | 78             | 954            | 5e division Nord-Est    | Non qualifiés                                                                                                |
| 2012-2013 Détail | 48             | 29             | 14             | —              | 5              | 149            | 126            | 63             | 636            | 1er division Nord-Est   | 1-4 Sénateurs                                                                                                |
| 2013-2014 Détail | 82             | 46             | 28             | —              | 8              | 215            | 204            | 100            | 1063           | 3e division Atlantique  | 4-0 Lightning 4-3 Bruins 2-4 Rangers                                                                         |
| 2014-2015 Détail | 82             | 50             | 22             | —              | 10             | 221            | 189            | 110            | 833            | 1er division Atlantique | 4-2 Sénateurs 2-4 Lightning                                                                                  |
| 2015-2016 Détail | 82             | 38             | 38             | —              | 6              | 221            | 236            | 82             | 774            | 6e division Atlantique  | Non qualifiés                                                                                                |
| 2016-2017 Détail | 82             | 47             | 26             | —              | 8              | 226            | 200            | 103            | 759            | 1er division Atlantique | 2-4 Rangers                                                                                                  |
| 2017-2018 Détail | 82             | 29             | 40             | —              | 13             | 209            | 264            | 71             | 708            | 6e division Atlantique  | Non qualifiés                                                                                                |
| 2018-2019 Détail | 82             | 44             | 30             | —              | 8              | 249            | 236            | 96             | 682            | 4e division Atlantique  | Non qualifiés                                                                                                |
| 2019-2020 Détail | 71             | 31             | 31             | —              | 9              | 212            | 221            | 71             | 546            | 12e association Est     | 3-1 Penguins de Pittsburgh · 2-4 Flyers de Philadelphie                                                      |
| 2020-2021 Détail | 56             | 24             | 21             | —              | 11             | 159            | 168            | 59             | 465            | 4e division Nord        | 4-3 Maple Leafs de Toronto · 4-0 Jets de Winnipeg · 4-2 Golden Knights de Vegas · 1-4 Lightning de Tampa Bay |
| 2021-2022 Détail | 82             | 22             | 49             | —              | 11             | 218            | 317            | 55             | 836            | 8e division Atlantique  | Non qualifiés                                                                                                |
| 2022-2023 Détail | 82             | 31             | 45             | —              | 6              | 227            | 305            | 68             | 955            | 8e division Atlantique  | Non qualifiés                                                                                                |
| 2023-2024 Détail | 82             | 30             | 36             | —              | 16             | 236            | 289            | 76             | 835            | 8e division Atlantique  | Non qualifiés                                                                                                |
| 2024-2025 Détail | 82             | 40             | 31             | —              | 11             | 245            | 265            | 91             | 760            | 5e division Atlantique  | 1-4 Capitals de Washington                                                                                   |